# 植物油

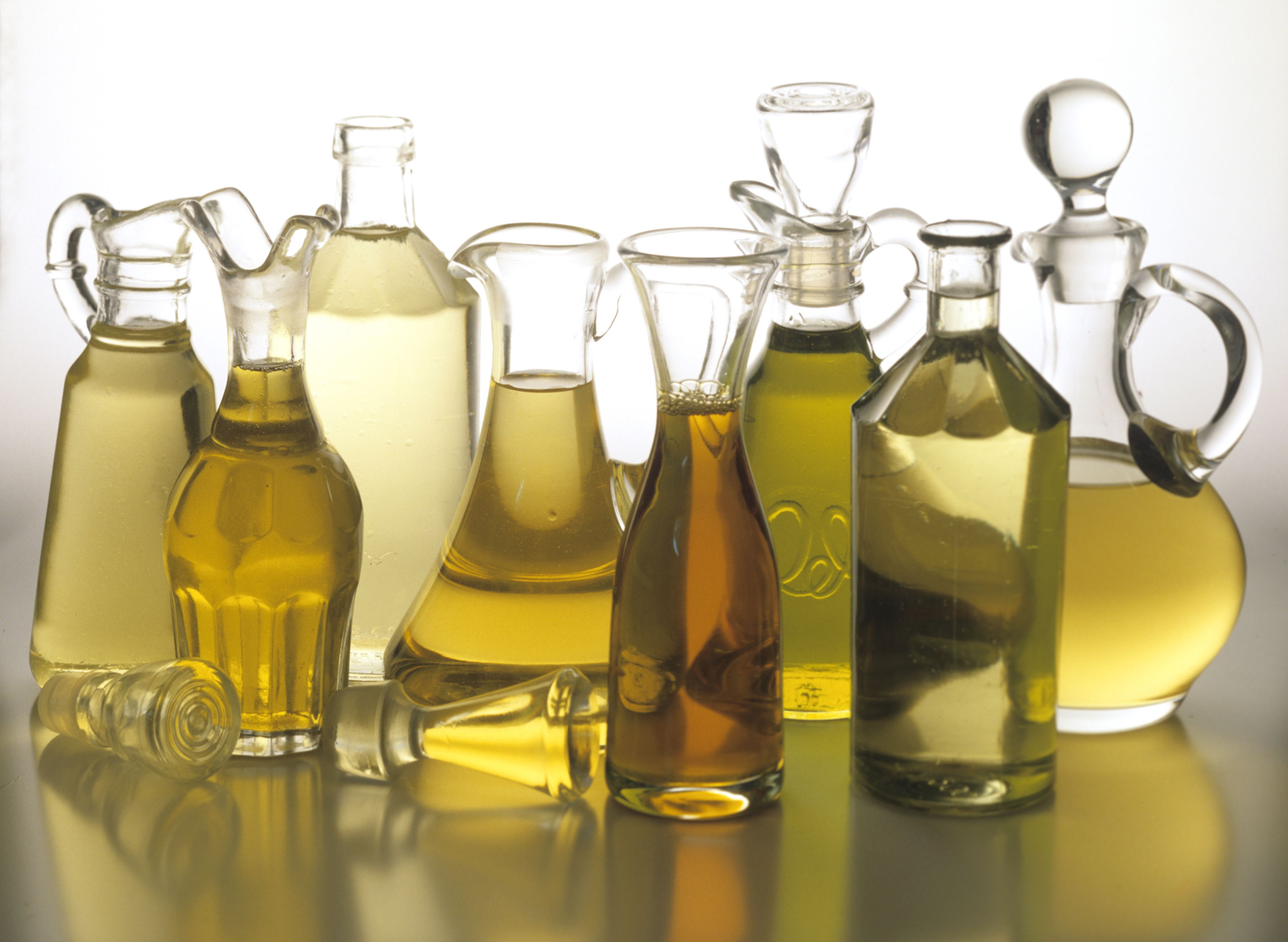
植物油

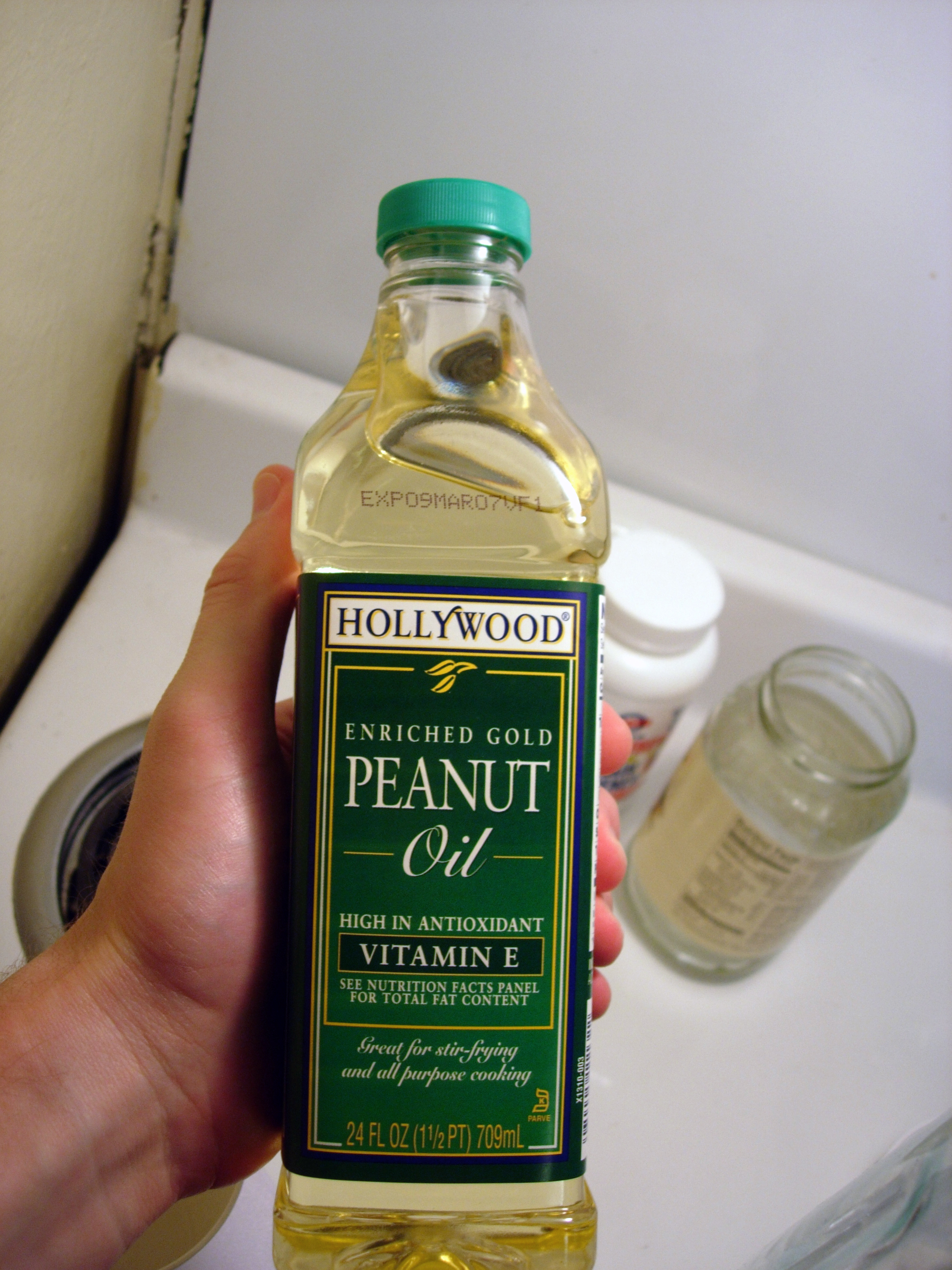
ピーナッツオイル

植物油（しょくぶつゆ、英: vegetable oil）とは植物に含まれる脂質を抽出・精製した油脂・油で植物油脂とも呼ばれる。常温における状態で液体のものを植物油、固体のものを植物脂と分類することもあるが、ここでは分けずに記述する。特に脂肪含有率の高いヤシや大豆、菜種などの種子や果肉から精製され、食・調理用や加工用に利用されている他、古くは燈火の燃料としても使われ、20世紀後半からバイオディーゼル用途の需要も拡大している。

## 歴史
人類が使い始めた最初の油は動物性油脂と考えられている。旧石器時代には動物の脂肪を灯りとして利用していた。動物性油脂と比較して、抽出がより困難な植物性油脂の利用開始には数々の手法の発明を待つことになる。
植物から油脂を採油（搾油）し植物油の利用を始めたのは古代に遡る。エジプトではピラミッドに油脂の使用の痕跡が見つかっている。地中海沿岸では5-6千年前にオリーブの栽培が始まったと考えられており、ローマ帝国の拡大に伴い、栽培も小アジアから帝国全土に広まっていった。オリーブ同様に収量も多く搾油が容易なココナッツオイルも数千年の歴史があると推測されている。
油は英語で Oil であるが、その語源はラテン語の油およびオリーブ油を意味する oleum とギリシャ語でオリーブの木を意味する elaion である。多くのヨーロッパの言語で油はオリーブ由来の ol で始まる単語である。
同じラテン語属のスペイン語では、約700年間のイスラム支配の影響から、オリーブが Aceituna、オリーブオイルが Aceite de oliva、そして油一般が Aceite となっている。この語源はアラビア語でオリーブを意味する الزيتونة (zaytūnah がスペインで Aceituna となり、アラビア語でオリーブのジュースを意味する azzayt または azzait からスペイン語の Aceite となったものである。ポルトガルもスペイン同様にイスラムの支配下にあり、似通った経緯をとったが、Azeite はオリーブオイルのみを指し、その他の植物油はギリシャ・ラテン語起源の Óleo vegetal となっている。このように、多くの国でオリーブが油という単語の起源となっている。
漢字の「油」は、音を表す「由」と意味を示す「水」からなる形声文字である。なお、かつて「会意形声文字」と解釈する説があったが、根拠のない憶測に基づく誤った分析である。
大和言葉である「あぶら」は、獣肉を炙ると出るので「あぶら」、溢れてくるので「あふれ」から「あぶら」となったとの説があり、日本の場合は油（あぶら）は動物起源のようである。
日本でも同様に最初に使われ始めたのは分離が簡単な魚や獣からの動物性油脂であると考えられる。植物油に関しては縄文時代晩期にアフリカ原産のゴマが日本に伝わり、日本書紀にハシバミから油を抽出したとの記述があり、3-4世紀ごろには植物油の利用は始まっていた。奈良時代にはゴマの搾油技術が伝来しており、大化の改新（645年）の頃には荏胡麻（えごま）油が税として徴収されていた。平安時代には搾油機が発明され、より大量の植物油が供給されるようになった。鎌倉時代には様々な油屋があったがそれぞれ独占権を与えられていた。当時は植物油は貴重であり灯油（ともしびあぶら）が主な用途であった。ごま油を例にとるとゴマ40-45株から約300グラムのゴマが収穫でき、それから約150グラムのごま油が得られるのみである。当時は食用に利用出来るのは富裕層に限られていた。 
庶民においては植物油は食用はもちろん燈火用にも高価であり、魚油や鯨油などが使われていた。 ろうそくは植物油よりさらに高価なものであった。 江戸時代になり菜種油や綿の生産増に伴う綿実油の生産が増加し始め、庶民による植物油の利用が広まっていった。18世紀初期には江戸では一人あたり平均年間約7.2リットルの消費まで増加し、大坂の江戸積油問屋から不足分の供給を仰いでいた。燈火用と食用の比率は分からないが、庶民層においては消費量自体が小さく燈火用が主であったと考えられる。
明治に入り燈火用にはケロシンが植物油にとって代わるが食の洋風化と共に食用の消費が増え、大正には大規模な製油工場も稼働を始めた。昭和になるとさらに食の洋風化が加速し植物油の消費も増えていった。
戦時色が強くなった1941年6月から食用油の配給制度が始まったが、配給される油種はごま油と大豆油であった。

## 製法
油分の多い原料では圧搾し油を絞り出す。大豆や米ぬかなど油分が少ない原料では圧搾は行なわず、ヘキサンなどの溶剤で化学的に油分を抽出したあと、溶剤を蒸発させて除去し油分を得る。油分の多い原料の場合は圧搾と抽出を併用する場合もある。この圧搾、抽出の工程は搾油、得られたものは粗油と呼ばれる。粗油には油分以外の澱（おり、ガム質）が含まれており、これを遠心分離器で除去し原油を得る。この原油が脱酸、水洗、脱色、ろ過などの最終精製工程を経て最終商品となる。
- サラダ油は、原料は菜種、綿実、大豆、ごま、サフラワー（紅花）、ひまわり、とうもろこし、米（米糠）、落花生またはこれらを混合したもの（調合サラダ油）で、脱蝋・精製処理をし固化しやすい成分を除去したものである。
- 天ぷら油は、香りを重視し調合された油。色や香りの強いごま油の他、綿実油、椿油、オリーブオイルやなたね油も使われる。

## 成分
植物油脂は、組成および物性の違い（不飽和脂肪酸が多く液状、飽和脂肪酸が多く常温で固体）から、それぞれ植物油（液体）と植物脂（固体）に分けられる。ヤシ油やパーム油などが植物脂である。
多くの植物油は融点が低い不飽和脂肪酸を多く含むため常温で液体であるが、融点の高い飽和脂肪酸を多く含むココナッツ油やカカオバターなどもある。

## 規格
食用植物油脂は日本では日本農林規格（JAS、Japanese Agricultural Standard）でその品質基準が制定されている。日本油脂検査協会が農林水産大臣より登録認定機関として認められており、同協会が製油工場およびその製品の認定を行い合格品にJASマークが付けられる。各植物油に関しては色、酸価、比重、屈折率、けん化価、ヨウ素価などの規格が制定されている。添加物として認められているのは酸化防止剤としてトコフェロール、容量4kg以上の製品の消泡剤としてシリコーン、栄養強化剤としてビタミンEのみである。
欧州においては食用油におけるベンゾ[a]ピレンなどの多環芳香族炭化水素の含有を規制している。

## 植物油の原材料
植物油は油分を多く含む植物の種子や果肉から精製される。その内で種子を利用するものは油糧種子と呼ばれる。油糧種子には大豆、菜種、ひまわり、綿、ピーナッツ、ゴマなどがある。果肉から取るものにはヤシやオリーブがある。これらをまとめて油糧作物と呼ぶ。
トウモロコシや米は油糧種子とは呼ばないが、コーンスターチ精製や精米時に分離する胚芽や米ぬかなどの副産物から油が抽出される。
ヤシ類から各種の油が作られており、ヤシの種類の違いや利用部分の違いで以下のように分類されている。
- アブラヤシの果肉（パーム果実）からパーム油
- アブラヤシの種子（パーム核）からパーム核油
- ココヤシの種子（ココナッツ、乾燥させたものをコプラと呼ぶ）からヤシ油

### 含油率
含油率は油料作物の単位重量当たりの作物に含まれる油分である。下記の表には記載していないが採油率という定義も使われる。採油率は植物に含まれる油のうち採取出来る率という意味ではなく、単位重量あたりの油糧種子からとれる油の率である。例えば、大豆の含油率は約20%で、その内9割が採取でき採油率は約18％である。
パーム油は果房あたり約20%の収率で、面積当たりの採油量は大豆油の約10倍である。アブラヤシの果肉の含油率は51-67%
| 作物               | 含油率       | 備考         |
| ------------------ | ------------ | ------------ |
| アブラヤシの果肉   | 50-60%       | パーム油     |
| アブラヤシの種子   | 50%          | パーム核油   |
| ココナッツ、こぷら | 60-70%       |              |
| 大豆               | 20%          |              |
| 菜種               | 35-50%       |              |
| ひまわり           | 大粒種10-20% | 小粒種20-35% |
| ピーナッツ         | 50%          |              |
| オリーブ           | 果肉55%      | 種子13%      |
| ゴマ               | 50%          |              |
| 綿実               | 17-23%       |              |
| カカオ 種子        | 30-50%       |              |
| ベニハナの種子     | 20-40%       |              |
| 亜麻の種子         | 32-38%       |              |

参考までに玄米の含油率は2.9％で米ぬか油の原料の米ぬかでは18.3％、コーン油の原料のトウモロコシの含油率は1.2％であるが、胚芽では40-55%である。

### 油糧作物の生産量
2010/11年度（10月から翌年9月）の油糧種子の生産量
| 作物         | 生産量 | 主要産地国（百万トン） |
| ------------ | ------ | --- |
| 大豆         | 265.79 | 米国（90.6）、 ブラジル（75.3）、アルゼンチン（49.2）、中国（15.1）、インド（9.5）以上5ヶ国で世界生産の9割を占める。            |
| 菜種         | 60.69  | カナダ（13.1）、中国（12.2）、インド（7.1）、ドイツ（6.0）、フランス（4.8）、オーストラリア（2.4）以上6ヶ国で四分の三を占める。 |
| 綿実         | 43.31  | インド（10.8）、中国（10.6）、米国（5.5）、パキスタン（3.7）以上4ヶ国で7割を占める。                                            |
| ひまわりの種 | 33.51  | ウクライナ（8.0）、ロシア（5.7）、アルゼンチン（3.7）、中国（1.7）、フランス（1.6）以上5ヶ国での6割を占める。                   |
| ピーナッツ   | 25.79  | USDAでは36百万トンと集計しており、主な生産国は中国（15.6）、インド（5.9）、米国（1.9）、ナイジェリア（1.6）、。                 |
| パーム果実   | 217.93 | インドネシア（90.00）、マレーシア（87.83）この2ヶ国で8割を占める。他ナイジェリア（8.50）、タイ（8.22）                          |
| パーム核     | 12.75  | アブラヤシの種子 |
| コプラ       | 4.80   | ココナッツを乾燥させたもの |
| ゴマ         | 3.80   | |
| アマニ       | 1.84   | |
| ひまし       | 1.59   | |
| オリーブ     | 20.8   | スペイン（8.0）、イタリア（3.2）、ギリシャ（1.8）、モロッコ（1.5）、トルコ（1.4）                                               |
| トウモロコシ | 840    | 米国（316）、中国（178）、ブラジル（55）、メキシコ（23）、アルゼンチン（23）                                                    |

トウモロコシは含油率が低く油糧作物では無いが、絶対収穫量が大きく、コーンスターチ加工の副産物としてヤシ油に次ぐ生産量のコーン油が精製されている。
中国は大豆、菜種、綿実、ひまわりの大産地であるが、国内需要を満たせておらず大豆や菜種の大輸入国でもある。

### 油糧作物の輸出量
大豆の生産量の約3分の1は輸出されているが、その他の油糧作物の輸出割合は低い。菜種は各国で広く栽培されているがほぼ地産地消となっており、例外はカナダで生産量の半分以上が輸出されている。
2010/11年度の油糧種子の輸出量
| 作物         | 輸出量 | 主要輸出国（百万トン）                              |
| ------------ | ------ | --------------------------------------------------- |
| 大豆         | 90.8   | 米国（40.3）、ブラジル（30.0）、アルゼンチン（9.2） |
| 菜種         | 10.5   | カナダ（7.3）、オーストラリア（1.5）                |
| ピーナッツ   | 2.0    |                                                     |
| ひまわりの種 | 1.8    |                                                     |
| ゴマ         | 1.4    |                                                     |
| 綿実         | 1.0    |                                                     |
| アマニ       | 0.76   |                                                     |
| コプラ       | 0.15   |                                                     |
| パーム核     | 0.064  |                                                     |
| ひまし       | 0.026  |                                                     |

交易される2大油糧種子の大豆と菜種の主要輸入国は
- 大豆

| 輸入国   | 2006 /7 | 2007 /8 | 2008 /9 | 200 9/0 | 2010 /1 | 2011 /2 | 備考                                                    |
| -------- | ------- | ------- | ------- | ------- | ------- | ------- | ------------------------------------------------------- |
| 中国     | 28.7    | 37.8    | 41.1    | 50.3    | 52.3    |         | 2004/5年度は25.8百万トンで倍増している。                |
| メキシコ | 3.8     | 3.7     | 3.3     | 3.7     | 3.5     |         |                                                         |
| オランダ | 4.0     | 4.0     | 3.5     | 3.3     | 3.2     |         |                                                         |
| スペイン | 2.5     | 3.3     | 2.9     | 3.2     | 3.1     |         |                                                         |
| 日本     | 4.1     | 4.0     | 3.4     | 3.4     | 2.9     |         | 2004/5年度から2007/8年度は4百万トン前後の輸入であった。 |
| ドイツ   | 2.8     | 2.7     | 2.5     | 2.4     | 2.6     |         |                                                         |
| 台湾     | 2.4     | 2.1     | 2.2     | 2.5     | 2.5     |         |                                                         |

これらの国で総輸出量の77%が輸入された。中国は1995年までは第5位の輸出国であったが、1996年には内需拡大から輸入国となった。
- 菜種

| 輸入国     | 2006 /7 | 2007 /8 | 2008 /9 | 2009 /0 | 2010 /1 | 2011 /2 | 備考                              |
| ---------- | ------- | ------- | ------- | ------- | ------- | ------- | --------------------------------- |
| 日本       | 2.2     | 2.3     | 2.1     | 2.3     | 2.3     |         |                                   |
| メキシコ   | 1.3     | 1.4     | 1.2     | 1.3     | 1.5     |         |                                   |
| 中国       | 0.96    | 0.81    | 3.0     | 2.2     | 0.93    |         | 2004/5年度から3倍に急増している。 |
| パキスタン | 0.79    | 0.61    | 0.56    | 0.97    | 0.85    |         |                                   |

これらの国で総輸出量の53%が輸入された。

## 植物油の生産量
2010/11年度の主な植物油の生産量
パーム油はアブラヤシの果肉から、パーム核油はアブラヤシの種子から、ヤシ油はココヤシの種子（ココナッツ）からのものである。
| 植物油           | 生産量 | 主要生産国（百万トン）                                                                        |
| ---------------- | ------ | --------------------------------------------------------------------------------------------- |
| パーム油         | 49.1   | インドネシア（23.7）、マレーシア（18.2）                                                      |
| 大豆油           | 41.4   | 中国（9.5）、米国（8.6）、アルゼンチン（7.2）、ブラジル（7.1）、インド（1.7）                 |
| 菜種油           | 23.6   | 中国（4.8）、ドイツ（3.2）、カナダ（2.8）、インド（2.5）、フランス（1.9）、日本（1.0）        |
| ひまわり油       | 12.4   |                                                                                               |
| パーム核油       | 5.5    |                                                                                               |
| 綿実油           | 4.7    |                                                                                               |
| ピーナッツオイル | 4.0    |                                                                                               |
| オリーブオイル   | 3.3    |                                                                                               |
| ヤシ油           | 3.1    |                                                                                               |
| コーン油         | 2.4    |                                                                                               |
| ごま油           | 0.86   |                                                                                               |
| ひまし油         | 0.65   |                                                                                               |
| アマニ油         | 0.57   |                                                                                               |
| 合計             | 151.8  | 2004/05年度は115.6百万トンで34%増加しているが、これはバイオ燃料用途の増大によるものが大きい。 |

2017/18年度の主な植物油の生産量
| 植物油           | 生産量 | 主要生産国（百万トン）                                                                 |
| ---------------- | ------ | -------------------------------------------------------------------------------------- |
| パーム油         | 70.7   | インドネシア（38.3）、マレーシア（20.7）、タイ（2.8）                                  |
| 大豆油           | 54.9   | 中国（16.0）、米国（10.4）、ブラジル（8.8）、アルゼンチン（7.4）、インド（1.3）        |
| 菜種油           | 25.6   | カナダ（4.1）、ドイツ（3.9）、中国（3.7）、インド（2.4）、フランス（1.8）、日本（1.0） |
| ひまわり油       | 18.4   | ウクライナ（5.6）、ロシア（4.5）、アルゼンチン（1.4）                                  |
| パーム核油       | 7.6    | インドネシア（4.7）、マレーシア（2.3）                                                 |
| コーン油         | 4.4    | アメリカ（2.8）、中国（0.45）、日本（0.08）                                            |
| 綿実油           | 4.4    | 中国（1.2）、インド（1.1）、パキスタン（0.39）                                         |
| ピーナッツオイル | 4.2    | 中国（1.9）、インド（0.6）、ナイジェリア（0.3）                                        |
| オリーブオイル   | 3.4    | スペイン（1.4）、イタリア（0.40）、ギリシャ（0.35）                                    |
| ヤシ油           | 2.7    | フィリピン（1.1）、インドネシア（0.8）                                                 |
| ごま油           | 0.86   |                                                                                        |
| ひまし油         | 0.74   |                                                                                        |
| アマニ油         | 0.73   |                                                                                        |
| 合計             | 198.7  | 植物油の生産量は増加傾向にある。                                                       |

### 植物油の貿易
全世界の2010/11年度の植物油の生産量は1.5億トンであったが6千4百万トンは輸出された。輸出の2/3強はパーム油、パーム核油、ヤシ油であった。
| 作物             | 貿易量 | 主要輸出国（百万トン）                                                                   |
| ---------------- | ------ | ---------------------------------------------------------------------------------------- |
| パーム油         | 38.1   | インドネシア（17.3）、マレーシア（17.1）                                                 |
| 大豆油           | 10.0   | アルゼンチン（4.7）、ブラジル（1.7）、米国（1.5）                                        |
| 菜種油           | 3.6    | カナダ（2.5）、米国（0.24）、カナダの輸出は05/06年度から倍増している。                   |
| ひまわり油       | 4.9    | ウクライナ（2.7）、アルゼンチン（0.89）、トルコ（0.35）、ロシア（0.20）                  |
| パーム核油       | 3.1    | インドネシア（1.9）、マレーシア（1.1）                                                   |
| 綿実油           | 0.17   |                                                                                          |
| ピーナッツオイル | 0.21   | アルゼンチン（0.060）、セネガル（0.057）                                                 |
| オリーブオイル   | 0.82   | イタリア（0.22）、スペイン（0.20）、トルコ（0.09）、ポルトガル（0.05）、ギリシャ（0.02） |
| ヤシ油           | 2.0    | フィリピン（1.02）、インドネシア（0.62）、マレーシア（0.14）                             |
| コーン油         | 0.77   |                                                                                          |
| ごま油           | 0.037  |                                                                                          |
| ひまし油         | 0.42   |                                                                                          |
| アマニ油         | 0.10   |                                                                                          |
| 合計             | 64.2   |                                                                                          |

## 各国の総消費量と一人あたりの消費量
以下の表は2011年度の各国の食用および非食用を含めた植物油消費量と人口から一人あたりを推計したものである。
|                 | アメリカ | ブラジル | アルゼンチン | ドイツ  | フランス | イタリア | マレーシア | インド  | 中国     | 日本    | 世界計   |
| --------------- | -------- | -------- | ------------ | ------- | -------- | -------- | ---------- | ------- | -------- | ------- | -------- |
| 推計人口 (万人) | 31,309   | 19,666   | 4,077        | 8,216   | 6,316    | 6,082    | 2,886      | 124,149 | 134,757  | 12,650  | 697,404  |
| パーム油        | 952.1    | 434.9    | 2.6          | 954.6   | 269.8    | 909.2    | 2,202.7    | 6,785.6 | 6,211.3  | 586.6   | 49,049.4 |
| パーム核油      | 295.6    | 191.9    | 4.2          | 351.3   | 26.8     | 35.7     | 1,392.0    | 185.9   | 391.6    | 92.1    | 5,332.3  |
| ヤシ油          | 459.3    | 2.2      | 3.5          | 315.1   | 43.0     | 58.7     | 86.0       | 421.1   | 190.4    | 47.1    | 3,094.8  |
| 大豆油          | 8,074.9  | 5,569.2  | 2,595.3      | 283.9   | 433.6    | 422.0    | 165.6      | 2,588.1 | 10,975.6 | 415.5   | 42,151.9 |
| 菜種油          | 1,729.5  | 47.6     | 0.7          | 3,253.9 | 1,532.4  | 234.6    | 28.3       | 2,492.4 | 6,025.4  | 1,058.9 | 24,049.5 |
| ひまわり        | 221.2    | 66.2     | 510.0        | 302.2   | 354.2    | 337.0    | 16.6       | 1,096.4 | 237.8    | 17.1    | 12,945.1 |
| 綿実油          | 289.5    | 360.2    | 8.2          | 0.8     | 0.9      | 21.7     |            | 1,005.6 | 1,499.5  | 8.5     | 4,823.1  |
| ピーナツオイル  | 92.5     | 5.3      | 2.4          | 4.9     | 16.4     | 44.3     | 1.4        | 711.0   | 1,934.7  | 0.9     | 4,029.1  |
| オリーブオイル  | 290.0    | 65.8     | 5.7          | 59.5    | 114.3    | 790.0    |            |         | 36.0     | 38.4    | 3,309.1  |
| コーン油        | 740.1    | 49.9     | 13.1         | 11.3    | 43.8     | 59.0     | 14.0       | 2.3     | 203.8    | 83.8    | 2,334.1  |
| ごま油          | 11.0     | -        | -            | 0.6     | 1.1      | -        | 1.8        | 92.5    | 229.4    | 41.3    | 865.1    |
| ひまし油        | 41.6     | 49.3     | 0.4          | 44.4    | 51.4     | 12.7     | 0.4        | 103.8   | 233.9    | 16.1    | 647.7    |
| あまに油        | 63.0     | 6.4      | 0.7          | 61.2    | 6.4      | 11.8     | 1.7        | 41.1    | 146.3    | 7.3     | 581.4    |
| 合計            | 13,260   | 6,849    | 3,147        | 5,644   | 2,894    | 2,937    | 3,911      | 15,526  | 28,316   | 2,414   | 153,213  |

EUにおいては菜種油の総消費量939万トンの63%がバイオディーゼル用途であった（2011年）。米国、アルゼンチン、ブラジルでは大豆油がバイオディーゼルの生産につかわれている。以下の一人あたりの消費量の表では米国、ブラジル、アルゼンチン、ドイツ、フランス、イタリアの消費量が日本の数倍となっているが全てが食用ではなくバイオディーゼル用途の消費も含まれている。 各国では2百万トン前後の植物油がバイオディーゼル用途で消費されている。
|                  | アメリカ | ブラジル | アルゼ ンチン | ドイツ | フランス | イタリア | マレー シア | インド | 中国 | 日本 | 世界 |
| ---------------- | -------- | -------- | ------------- | ------ | -------- | -------- | ----------- | ------ | ---- | ---- | ---- |
| 1人・年 kg       | 42.4     | 34.8     | 77.2          | 68.7   | 45.8     | 48.3     | 135.5       | 12.5   | 21.0 | 19.1 | 22.0 |
| パーム油         | 7%       | 6%       | 0%            | 17%    | 9%       | 31%      | 56%         | 44%    | 22%  | 24%  | 32%  |
| パーム核油       | 2%       | 3%       | 0%            | 6%     | 1%       | 1%       | 36%         | 1%     | 1%   | 4%   | 3%   |
| ヤシ油           | 3%       | 0%       | 0%            | 6%     | 1%       | 2%       | 2%          | 3%     | 1%   | 2%   | 2%   |
| 大豆油           | 61%      | 81%      | 82%           | 5%     | 15%      | 14%      | 4%          | 17%    | 39%  | 17%  | 28%  |
| 菜種油           | 13%      | 1%       | 0%            | 58%    | 53%      | 8%       | 1%          | 16%    | 21%  | 44%  | 16%  |
| ひまわり         | 2%       | 1%       | 16%           | 5%     | 12%      | 11%      | 0%          | 7%     | 1%   | 1%   | 8%   |
| 綿実油           | 2%       | 5%       | 0%            | 0%     | 0%       | 1%       | 0%          | 6%     | 5%   | 0%   | 3%   |
| ピーナッツオイル | 1%       | 0%       | 0%            | 0%     | 1%       | 2%       | 0%          | 5%     | 7%   | 0%   | 3%   |
| オリーブオイル   | 2%       | 1%       | 0%            | 1%     | 4%       | 27%      | 0%          | 0%     | 0%   | 2%   | 2%   |
| コーン油         | 6%       | 1%       | 0%            | 0%     | 2%       | 2%       | 0%          | 0%     | 1%   | 3%   | 2%   |
| ごま油           | 0%       | 0%       | 0%            | 0%     | 0%       | 0%       | 0%          | 1%     | 1%   | 2%   | 1%   |
| ひまし油         | 0%       | 1%       | 0%            | 1%     | 2%       | 0%       | 0%          | 1%     | 1%   | 1%   | 0%   |
| あまに油         | 0%       | 0%       | 0%            | 1%     | 0%       | 0%       | 0%          | 0%     | 1%   | 0%   | 0%   |

マレーシアはパーム油やパーム核油から脂肪酸などを精製し輸出しているため、一人あたりの消費量が大きくなっている。

## 代替エネルギーとしての植物油
植物油は化石燃料からの転換として利用が増加しつつある。植物油はバイオディーゼルの基で通常のディーゼル燃料のように使用可能である。いくつかの調製された植物油は自動車を改造せずにそのままで利用されるが調製されていない植物油は粘性と表面張力を減らすために加熱する等、専用の改造が必要である。別の方法として植物油の改質がある。
バイオディーゼルの入手性は向上しつつあるものの、未だに化石燃料と比較すると貧弱である。微細藻燃料を生成する目的で大規模なalgaculture法の研究が進められている。
食料よりも燃料用の植物油を生産を増やすために拡大し続ける大規模農業と開墾による環境への影響についての懸念が増大しつつある。これらの効果/影響は、具体的に調査·評価し、経済的および生態学的、および他の燃料源の使用に関連した植物油燃料の想定される恩恵とのバランスを勘案する必要がある。

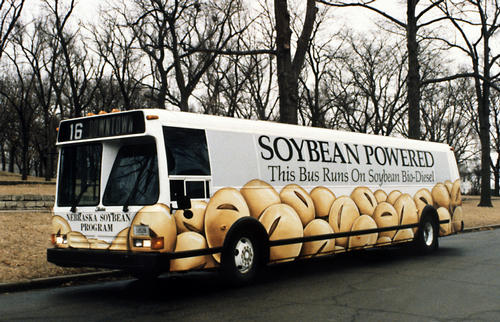
ネブラスカ州の大豆油で走行するバス

### バイオディーゼル
世界のバイオディーゼルの生産能力は8千万トンと推定されているが、2011年（暦年）には20.6百万トンが生産された。これは2010/11年の植物油総生産量の14%である。2010年度のディーゼル燃料消費に占めるバイオディーゼルの割合は1.4%であった。
米国では2.95百万トン、ドイツ2.73百万トンとフランス1.78百万トンをふくめたEUで9.13百万トン、アルゼンチン2.43百万トン、ブラジル2.35百万トン、インドネシア1.10百万トンが主な生産国で全世界で21.7百万トンのバイオディーゼルが生産された。全世界でのバイオディーゼルの生産量は2008年には14.3百万トンであったが、年率十数パーセント増えており2011年には21.7百万トンとなったがこれは総植物油生産量の約14%であった。バイオディーゼル先進国であるドイツ、フランス、アルゼンチンでは植物油の消費の半分以上がバイオディーゼル用途となっている。2010年のディーゼルとバイオディーゼルの比率は全世界では100対1.4、バイオディーゼルの大生産国である米国は100対0.6、ドイツは100対4.5、アルゼンチンは100対15.4、ブラジルは100対4.8、フランスは100対3.8であった。日本のバイオディーゼルの年間生産量は11万バレルで100対0.04、韓国は237万バレルで100対1.7であった。
21世紀に入り各国ではバイオ燃料の消費拡大政策を取っておりガソリンやディーゼルの5-10%をバイオ燃料で置き換える計画である。米国では2030年に30%と高いバイオエタノールの目標を掲げている。

### 世界経済のためのエネルギーの将来
地球内部の化石燃料の埋蔵量は有限である。現在の世界のエネルギー消費の大部分は化石燃料で交通と発電は大半が化石燃料に依存する。ハーバードのピーク理論はそれほど遠くない将来の石油の枯渇を予測する。現時点で私達の経済は複数の代替燃料に転換をすすめる必要がある。化石燃料の持つ一次エネルギーとエネルギー貯蔵という2つの問題は将来的に分割して解決できる見通しである。植物油燃料とバイオディーゼルと共に、将来、重要な役割を果たす可能性のあるいくつかのエネルギー技術は以下である。:
- 水素エネルギー社会
- メタノール燃料
- エタノール燃料
- リチウム循環社会
- 空気亜鉛電池
- 液体窒素循環社会
- 合成燃料
- 太陽エネルギー / 太陽光発電
- 原子力 (核分裂)
- 核融合
- 風力
- 圧縮空気エネルギー貯蔵
- フライホイール・バッテリー
- バイオ燃料

### 安全性

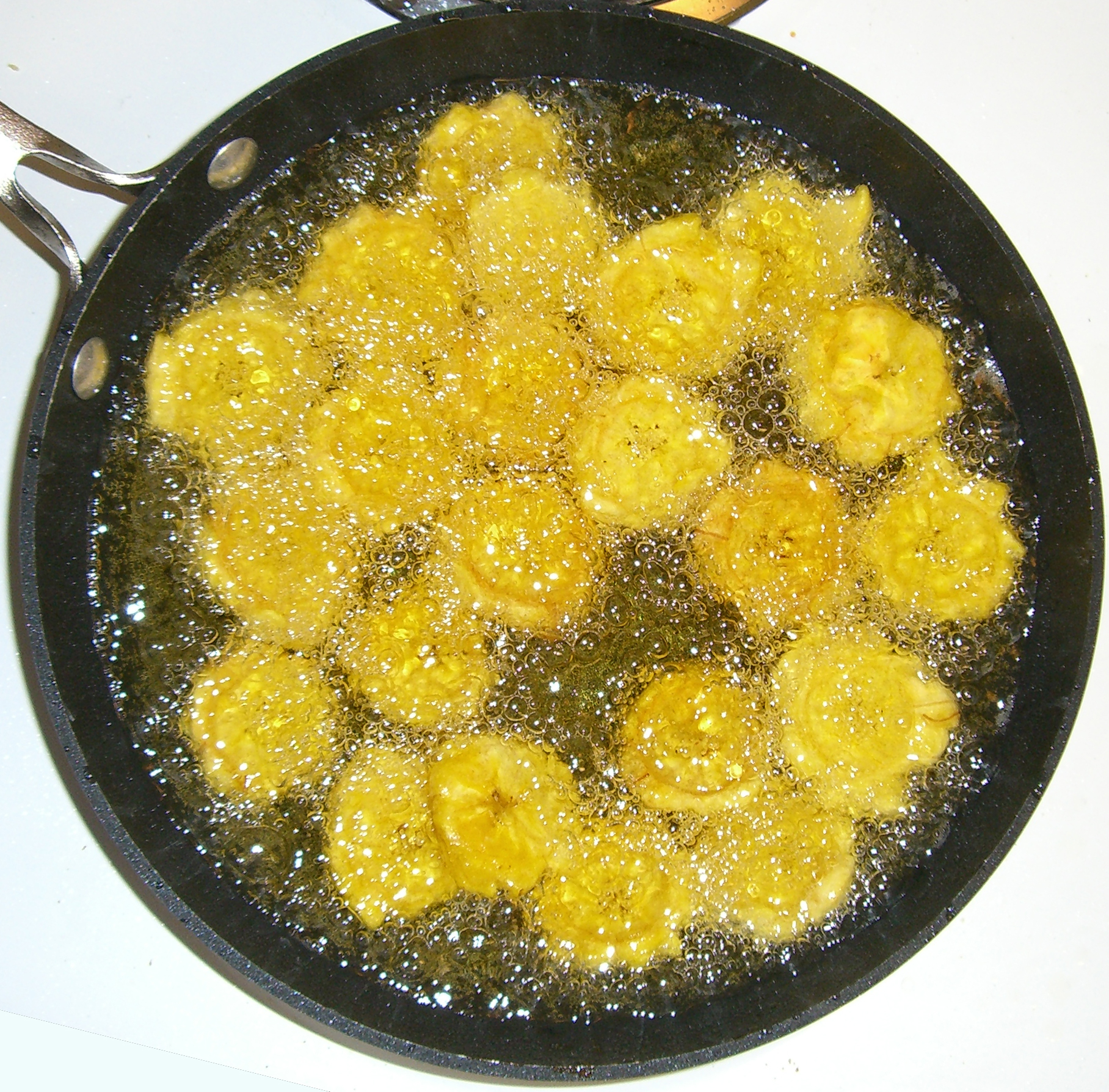
植物油によるプランテンの揚げ物

植物油はガソリン、石油を基にしたディーゼル燃料、エタノールやメタノールのような他の燃料よりも大幅に無毒性で引火点が高く (およそ275-290 ℃)、偶発的な点火のリスクを低減する。いくつかの植物油は食用である。

## その他
『油しめ』・『油祝い』は旧暦11月15日に行なわれた行事で、貴重な油を使った料理を神前に供え油の収穫を祝っていた事が発祥で、後に冬に備えて油料理を食べる意味合いが付加され全国各地でけんちん汁、天ぷら、きんぴらごぼう等の油料理が食べられるようになった。この習慣は製油業が盛んな西日本で始まり関東・東北へ広まっていった。
書に使う墨には古くは植物油の煤から造る油煙墨、松のヤニの煤から造る松煙墨（しょうえんぼく）が利用されており、近年は鉱物油からの普及品もあるが、菜種油から作られた墨が最上と言われている。
離宮八幡宮 神主がエゴマから搾油したのが我が国の製油の始まりといわれており、当神社が油の製造販売の特権を持ち、後に油業で栄え油座が作られるなど油に関わりの深い神社である。毎年4月3日には油にまつわる日使頭祭（ひのとさい）が祝われる。油懸山地蔵院西岸寺（京都市伏見区下油掛町）も同様に油商人にちなんだものである。また各地に油の製造・流通に由来する地名がある。例）油山（福岡）は油を製造していた、油堀川（東京）、油屋町（京都、名古屋）は油の販売、荏原（えばら）や荏田（えだ）は油の原料のエゴマに因む。